# Kheregsüür

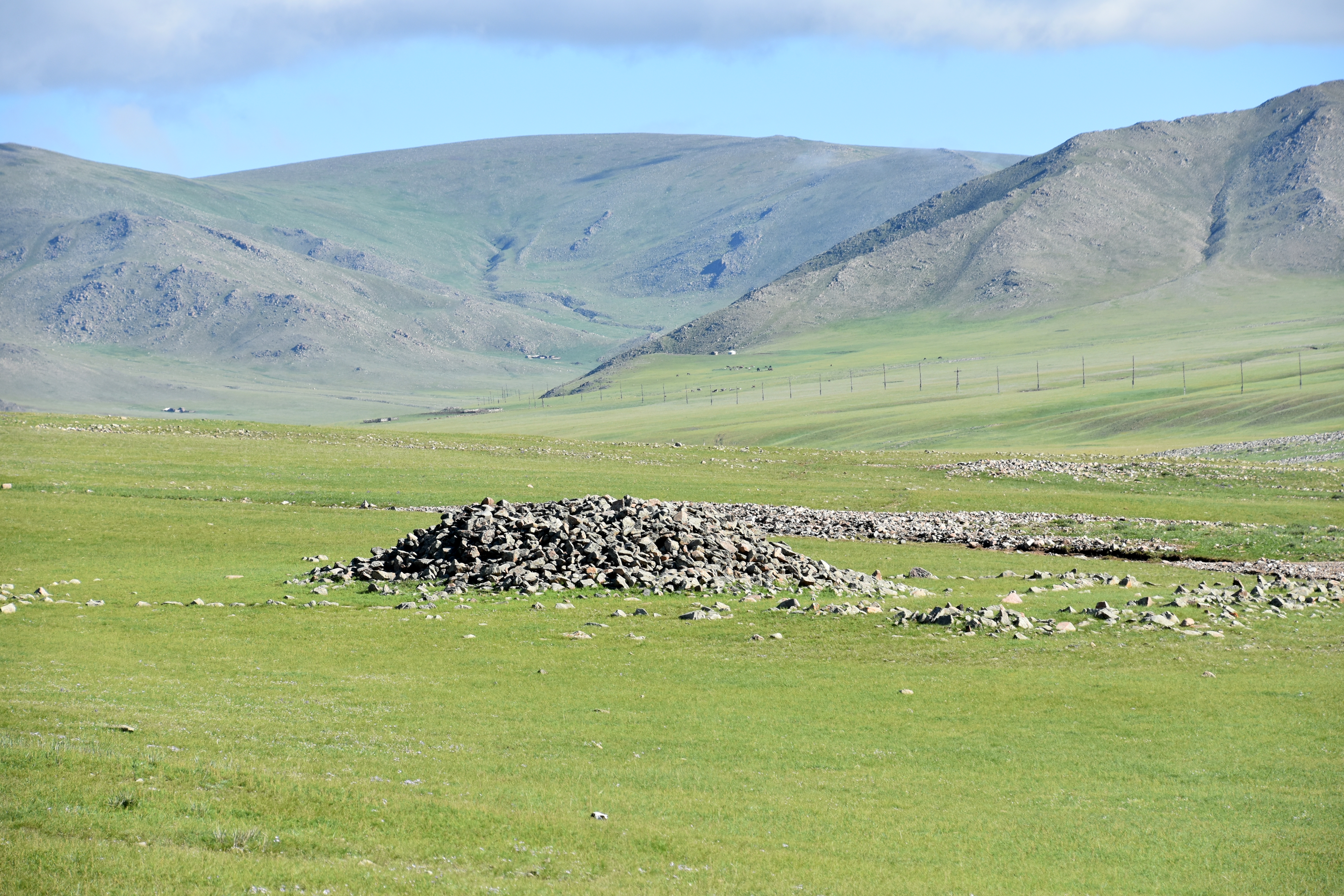
Kheregsüür près de Jargalant (Mongolie septentrionale).

Un kheregsüür ou khirigsüür (mongol : ᠬᠢᠷᠭᠢᠰᠬᠡᠭᠦᠷ, cyrillique : хиргисүүр, MNS : khirgisüür, littéralement « tombeau » ou « tumulus ») est un tumulus funéraire, daté de l'âge du bronze, visible en Mongolie et en Chine.

## Description
Le kheregsüür est composé d'un cairn recouvrant une sépulture individuelle. Le monument est entouré d'une double rangée de pierre, de forme ronde ou carrée intégrant parfois des pierres à cerfs comme à Uushigiin övör (Уушигийн өвөр) à 20 kilomètres à l'ouest de Mörön, et de centaines de petits tertres. Chaque tertre recouvre une tête de cheval et des os brûlés qui ont été déposés à même le sol. La superficie d'un kheregsüür est extrêmement variable, elle va de  quelques centaines de mètres carrés à plusieurs hectares. L'un des plus grands complexes du site de Tsatsyn Ereg comporte 1114 tertres et 1245 cercles de pierres disposés autour du tumulus central. Les deux plus grands kheregsüür de Mongolie se trouvent à Urtyn Bulag dans la province de l'Arkhangaï, ils couvrent une superficie respective de 12 ha et 14 ha. La superficie de ces complexes constitue un facteur faussant l'analyse du contexte archéologique global : stèles et tumulus peuvent être distants de plusieurs centaines de mètres. Les datations des crânes retrouvés sous les tertres satellites du complexe B10 de Tsatsyn Ereg indiquent que des dépôts de crâne de cheveaux s'y sont régulièrement déroulés pendant plus de 100 ans.
Les kheregsüür sont visibles en Mongolie (vallée de Ganshigou, près de Bole, Préfecture autonome mongole de Börtala) et en Chine (région autonome du Xinjiang).